# 梁思庄
梁思庄（1908年9月4日—1986年5月20日），出生于日本神户，祖籍广东新会，著名图书馆学家、中国图书馆学会副理事长。曾任北京大学图书馆副馆长，精通英、法、德、俄等多门语言。

## 生平
梁思庄是梁启超的三女，生母是原配夫人李蕙仙。1925年，梁思庄随大姐梁思顺与即将在加拿大任总领事的姐夫周希哲一起前往加拿大读书。后分别获麦吉尔大学文学学士学位和哥伦比亚大学图书馆学学士学位。1933年，与丈夫吴鲁强结婚。1936年，到北京在燕京大学图书馆工作。建国后，任北京大学图书馆副馆长。1980年，梁思庄当选中国图书馆学会副理事长，后又任名誉理事。
夫婿吳魯強；女兒吳荔明，著《梁啟超和他的兒女們》。